# Axelle Berthoumieu

a Compétitions nationales et continentales officielles uniquement.

b Matchs officiels uniquement.
Dernière mise à jour le 16 juin 2025.
Axelle Berthoumieu, née le 9 juillet 2000, est une joueuse internationale française de rugby à XV évoluant au poste de troisième ligne aile.

## Biographie
Originaire de Gages-Montrozier, Axelle Berthoumieu est formée au club d'Espalion.
En 2018, elle participe aux Jeux olympiques de la jeunesse à Buenos Aires avec l'équipe de France des moins de 18 ans de rugby à sept.
En 2022, elle participe au Tournoi des Six Nations avec le XV de France.
À l'automne 2023, elle fait partie du groupe d'internationales qui dispute sous les couleurs de la France le WXV en Nouvelle-Zélande.
À la fin de la saison 2024-2025, elle signe au Stade bordelais.

## Statistiques en équipe nationale
| Année | Compétition  | Matchs | Points | Essais |
| ----- | ------------ | ------ | ------ | ------ |
| 2019  | Six Nations  | 1      | -      | -      |
| 2019  | Super Series | 2      | -      | -      |
| 2020  | Six Nations  | 1      | -      | -      |
| 2021  | Test matchs  | 2      | -      | -      |
| 2022  | Six Nations  | 2      | -      | -      |
| 2023  | Six Nations  | 4      | -      | -      |
| 2023  | WXV          | 1      | -      | -      |
| 2024  | Six Nations  | 1      | -      | -      |
| 2024  | WXV          | 3      | -      | -      |
| 2025  | Six Nations  | 5      | -      | -      |
| Total | Total        | 22     | -      | -      |